# Hoplocleptes humeridens
Hoplocleptes humeridens är en skalbaggsart som beskrevs av Stefan von Breuning 1947. Hoplocleptes humeridens ingår i släktet Hoplocleptes och familjen långhorningar. Inga underarter finns listade i Catalogue of Life.